# Фильм-выживание
Фильм-выживание — кинематографический жанр, в котором один или несколько персонажей прилагают усилия, чтобы выжить. 
Он часто пересекается с другими жанрами кино: это поджанр приключенческого кино, наряду с фильмами плаща и шпаги, военными фильмами и фильмами о сафари . 
Фильмы-выживания мрачнее, чем большинство других приключенческих фильмов, которые обычно фокусируют свою сюжетную линию на одном персонаже, обычно главном герое. Фильмы, как правило, «находятся в первую очередь в современном контексте», и поэтому кинозрители знакомы с обстановкой, а деятельность персонажей менее романтична.
В книге 1988 года Томас Собчак сравнил фильм-выживание с романтическим фильмом: «Они оба подчеркивают героический триумф над препятствиями, которые угрожают социальному порядку, и подтверждение преобладающих социальных ценностей, таких как честная игра и уважение заслуг и сотрудничества», что фильмы-выживания «идентифицируют и изолируют микрокосм общества», такие как выжившая группа после авиакатастрофы в фильме «Полет Феникса» (1965) или на перевёрнутом океанском лайнере в фильме «Приключение «Посейдона»» (1972). Собчак объяснил: «Большую часть времени в фильме-выживании тратится на изображение процесса, в результате которого группа, отрезанная от ценных бумаг и определённостей обычных сетей поддержки цивилизованной жизни, превращается в функционирующее, эффективное подразделение». Группа часто варьируется по типам персонажей, иногда в зависимости от карикатуры. Хотя женщины исторически были стереотипными в таких фильмах, они «часто играют решающую роль в успехе или неудаче группы».

## Примеры
- Куб (1997), Куб 2: Гиперкуб (2002)
- Фобос. Клуб страха (2010, Россия)
- Бегущий в лабиринте (2014)
- Мафия: Игра на выживание (2016, Россия)
- Вышка (2022, США)
- Игра на выживание

сериалы: Остаться в живых (2004), Башня (2010), Выжить после (2013, Россия), Квест (2015), Колл-центр (2019), Игра на выживание (2020)
- Челюсти[6]
- Жизнь Пи (2012)[7]
- Спуск (2005)[8]
- Замёрзшие (2010)[9]
- Капкан (2019)[10]

Робинзонады:
- Робинзон Крузо: 1954[11] и 1997[12]
- Голубая лагуна (1980)[10]

Основано на реальных событиях:
- 127 часов (2010)[13]
- 33 (2015)[14]
- Джунгли (2017)[15]
- Открытое море (2003)[13]

пародия: Быстрее, чем кролики.